# Arquitectura espacial

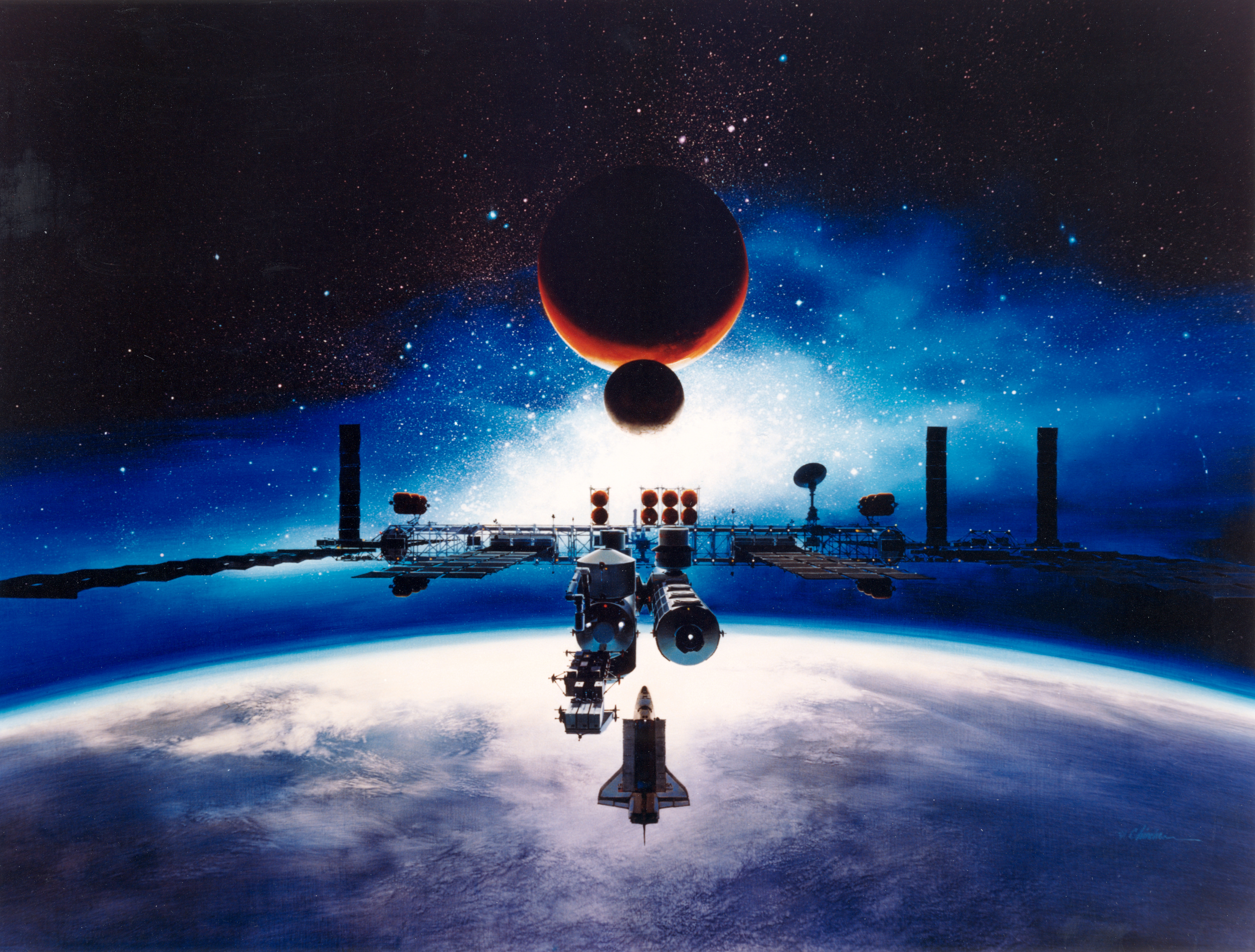
Projecte Space Station Freedom (1990)

L'arquitectura espacial, es defineix com la teoria i pràctica del disseny i construcció d'ambients habitats en l'espai exterior. L'enfocament està basat principalment en l'enginyeria, però també involucra diverses disciplines com la fisiologia, psicologia i la sociologia. Gran part de les obres d'arquitectura espacial ha estat la del disseny de d'estacions espacials orbitals i naus per l'exploració de la Lluna i el planeta Mart amésdebases de superfície per a les agències espacials particularment per a la National Aeronautics and Space Administration (NASA).
El Sasakawa International Center for Space Architecture (SICSA) és una organització acadèmica amb la Universitat de Houston que ofereix un Màster de Ciència en Arquitectura espacial. A Europa, International Space University està molt involucrada en la recerca de l'arquitectura espacial. La International Conference on Environmental Systems es reuneix cada any per a presentar sessions sobre vols espacials humans i factors humans en l'espai (human spaceflight i space human factors). S'ha format dins l'American Institute of Aeronautics and Astronautics, el Space Architecture Technical Committee. El turisme espacial amenaça la tasca de l'arquitectura espacial.